# 은거울 반응

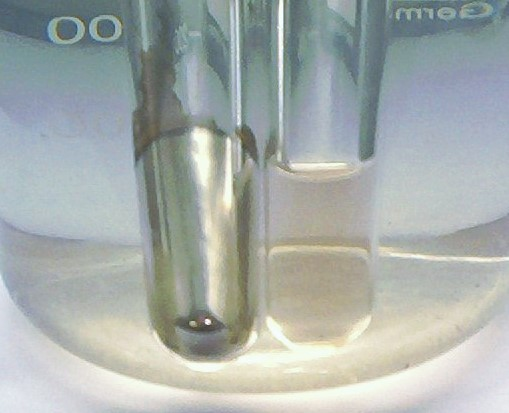

은거울 반응은 주로 포르밀기를 가진 화합물이 일으키는 반응으로, 암모니아성 질산은용액(톨렌스시약)과 알데하이드를 함께 넣고 가열해 은이온을 환원시켜 시험관 표면에 얇은 은박을 생성시키는 반응이다.

## 원리
포르밀기의 강한 환원성으로 인하여 톨렌스시약의 은이온이 환원되어 시험관의 벽에 얇은 은박이 달라붙게 된다. 이 반응식은 다음과 같다.
{\displaystyle \ R-CHO+2Ag(NH_{3})_{2}OH} → {\displaystyle \ R-COOH+2Ag+4NH_{3}+H_{2}O}
이 과정에서 알데하이드가 카복실산으로 산화되는 과정에서 톨렌스시약의 은이온이 환원되어 석출된다.

## 이용
이 과정은 주로 환원력이 강한 알데하이드나 그 외에 포르밀기를 가진 화합물을 검출하는데 펠링 반응등과 함께 유용하게 활용되며, 포도당 검출에 이용되기도 한다.